# Palm Valley, Florida
Palm Valley är en ort (CDP) i St. Johns County, i delstaten Florida, USA. Enligt United States Census Bureau har orten en folkmängd på 20 019 invånare (2010) och en landarea på 31,6 km².